# Buol (Sprache)
Buol ist eine in Gorontalo und Zentralsulawesi gesprochene Sprache. Sie gehört zu den philippinischen Sprachen der malayo-polynesischen Sprachen innerhalb der austronesischen Sprachen.